# Казанцев, Флорентий Флорентьевич
Флорентий Флорентьевич Казанцев (1905—1990 в Москве) — советский инженер, изобретатель.

## Биография
В 1956—1987 годах работал инженером-конструктором газового оборудования в институте «Мосгазпроект» («МосгазНИИпроект») над созданием газовых приборов различного назначения. Разработал газогорелочные устройства инжекционного типа ИГК (Инжекционная горелка Казанцева) среднего давления, системы автоматического регулирования и безопасности типа АПВ и ПМА (пневмомеханическая автоматика) для водогрейных котлов, оборудованных горелками низкого и среднего давления. Наибольшую известность и широкое внедрение получили изобретенные им регуляторы давления типа РДУК (Регулятор давления универсальный Казанцева) и РДБК (Регулятор давления блочный Казанцева). Оборудование конструкции Казанцева используют в настоящее время.

## Награды
Награждён медалью «За доблестный труд в Великой Отечественной войне 1941—1945 гг.» (1946), нагрудным значком «Отличник социалистического соревнования РСФСР» (1959, 1964), «Большой золотой медалью» и премией Совета ВДНХ СССР (1961), «Золотой медалью» Совета ВДНХ СССР (1965, 1976), орденом «Знак Почёта» (1966), юбилейной медалью «За доблестный труд в ознаменование 100-летия со дня рождения Владимира Ильича Ленина» (1970), юбилейной медалью «Тридцать лет Победы в Великой Отечественной войне 1941—1945 гг.» (1975), медалью «Ветеран труда» (1977), знаком «Победитель социалистического соревнования 1980 года» (1981), юбилейной медалью «Сорок лет Победы в Великой Отечественной войне 1941—1945 гг.» (1985), «Серебряной медалью» Главного комитета ВДНХ СССР (1985). Похоронен на Новодевичьем кладбище (участок № 1).